# Fjärdhundraland

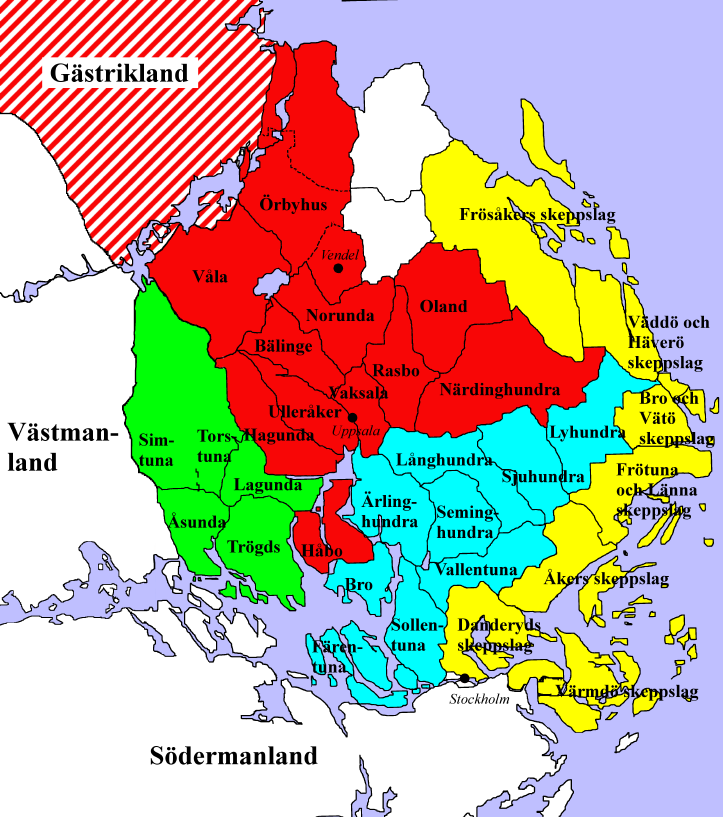
Folklands en Svitjod (Uppland/Gästrikland)
rojo = Tiunda
cian = Attunda
amarillo = Roden / Roslagen
verde = Fjärdhundra
La línea de la costa ha cambiado mucho en el último milenio. En la época medieval Roslagen se denominaba Roden.

Fjärdhundraland (también Fjädrundaland) o la tierra de los cuatro hundreds, fue una antigua provincia vikinga de Uppland, Suecia. Su nombre se refiere a la costumbre de proporcionar un leidang de 400 guerreros y 16 naves para los reyes de Gamla Uppsala. Snorri Sturluson menciona que Tiundaland era el más rico y fértil territorio de Suecia, donde se encontraba el trono de los reyes de Upsala y del cual deriva y procede el nombre Uppsala öd. Fjärdhundraland tenía su propio thing, pero todos los lagman estaban subordinados al titular de Tiundaland.
Posteriormente también fue sede del arzobispado y en 1296 se integró a la provincia de Uppland. 